# Ophiotauros

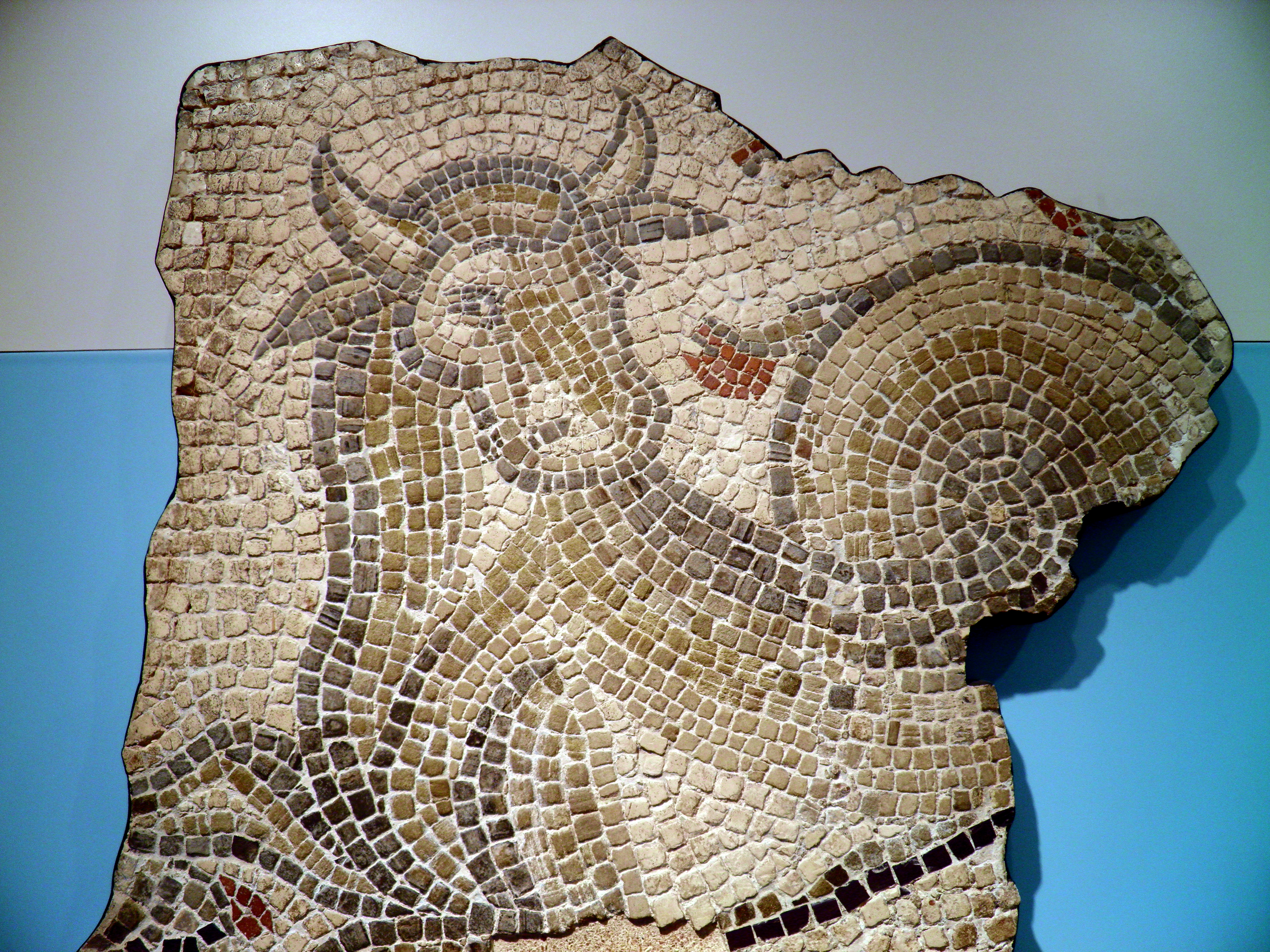
Mosaïque représentant l'Ophiotaurus, conservée au Yorkshire Museum.

Dans la mythologie grecque, l'Ophiotauros est une créature légendaire hybride, moitié taureau moitié serpent. Elle n'est citée que dans les Fastes d'Ovide.

## Mythologie grecque
L'Ophiotauros est un hapax cité dans les Fastes d'Ovide dans la « Procession des Argées et Constellation du Milan » :

« Il existait un taureau, né de la Terre Mère, monstre singulier,

dont la partie postérieure était un serpent.
Sur le conseil des trois Parques, l'implacable Styx l'avait enfermé

dans un sombre bois, derrière une triple muraille.
D'après un oracle, celui qui aurait livré aux flammes du sacrifice

les chairs de ce taureau pourrait vaincre les dieux éternels.
Briarée l'immole à l'aide d'une hache d'acier,

et déjà il était prêt à livrer aux flammes les viscères du monstre :
Jupiter ordonne à des oiseaux de l'enlever ; c'est le milan

qui le lui apporta et qui pour ses mérites parvint au rang des astres. »

Dans ce passage, l'Ophiotauros est un hybride composé d'un taureau, « dont la partie postérieure était un serpent ».
Les entrailles de la créature sont réputées donner le pouvoir de vaincre les Dieux à qui les brûlera. L'hybride est occis par un allié des Titans durant la Titanomachie, mais ces entrailles sont récupérés par un aigle envoyé par Zeus avant qu'il ne puisse être brûlé.
Ce mythe pourrait expliquer le nom des constellations du Taureau et de la Baleine : la baleine correspondrait alors à sa queue de monstre marin, aux côtés des constellations de la  Lyre et d'Autel.

## Œuvres de fictions contemporaines
Rick Riordan, dans le troisième tome de la série Percy Jackson, Le Sort du titan, fait apparaître l'Ophiotauros, qui est empêtré dans un grand filet de pêche dans l'eau, puis qui est sauvé par Percy Jackson au milieu de la nuit. Il réapparaît par la suite dans les ouvrages La Bataille du labyrinthe et Le Dernier Olympien, mais avec un rôle mineur[réf. souhaitée].